# Fiorenza I Sanudo
Fiorenza I Sanudo (?-1371) fou duquessa de Naxos, filla i successora de Joan I Sanudo el 1362.
Es va casar amb Joan dalle Carceri, senyor d'Eubea fill de Pere dalle Carceri, el qual va morir el 1358. Llavors Venècia va vetar als candidats a ser segon marit: el senyor genovès de Quios i Neri Acciaiouli futur duc d'Atenes (Neri I Acciaiuoli). Fou segrestada per agents venecians i portada a Creta i casada amb el seu cosí Nicolau II Sanudo "Spezzabanda", senyor de Griffa, fill de Guillem Sanudo (fill al seu torn de Marco Sanudo, el segon fill de Marc I Sanudo) que li va sobreviure tres anys i va seguir governant en nom del seu fillastre Nicolau III dalle Carceri, únic fill del primer matrimoni de Fiorenza. Del segon matrimoni van néixer dues filles.